# 国际关系学院 (伊朗)
国际关系学院（波斯語：‎）是伊朗一所高等教育学校。学校培养国际关系学生，隶属伊朗外交部，由伊朗科学、研究与技术部监督。
学院为伊朗国内外培养了超过750名学生供职于外交和政府部门。
国际关系学院下属设有负责培训国内外年轻外交官的伊朗外交培训中心。外交培训中心已培训了来自60多个国家的1000多名外交官。这所学校教授了众多著名的伊朗外交官，主要分布在国际组织，如联合国或在世界各地的大使馆。
穆罕默德·贾瓦德·扎里夫是学校的客座教授。